# Bengaluru Urban
Der Distrikt Bengaluru Urban (Kannada: ಬೆಂಗಳೂರು ನಗರ ಜಿಲ್ಲೆ „Bangalore-Stadt“; auch: Distrikt Bangalore; früher Bangalore Urban) ist ein Distrikt des indischen Bundesstaats Karnataka. Er umfasst Bengaluru, die Hauptstadt Karnatakas und drittgrößte Stadt Indiens, samt Umland.

## Geografie

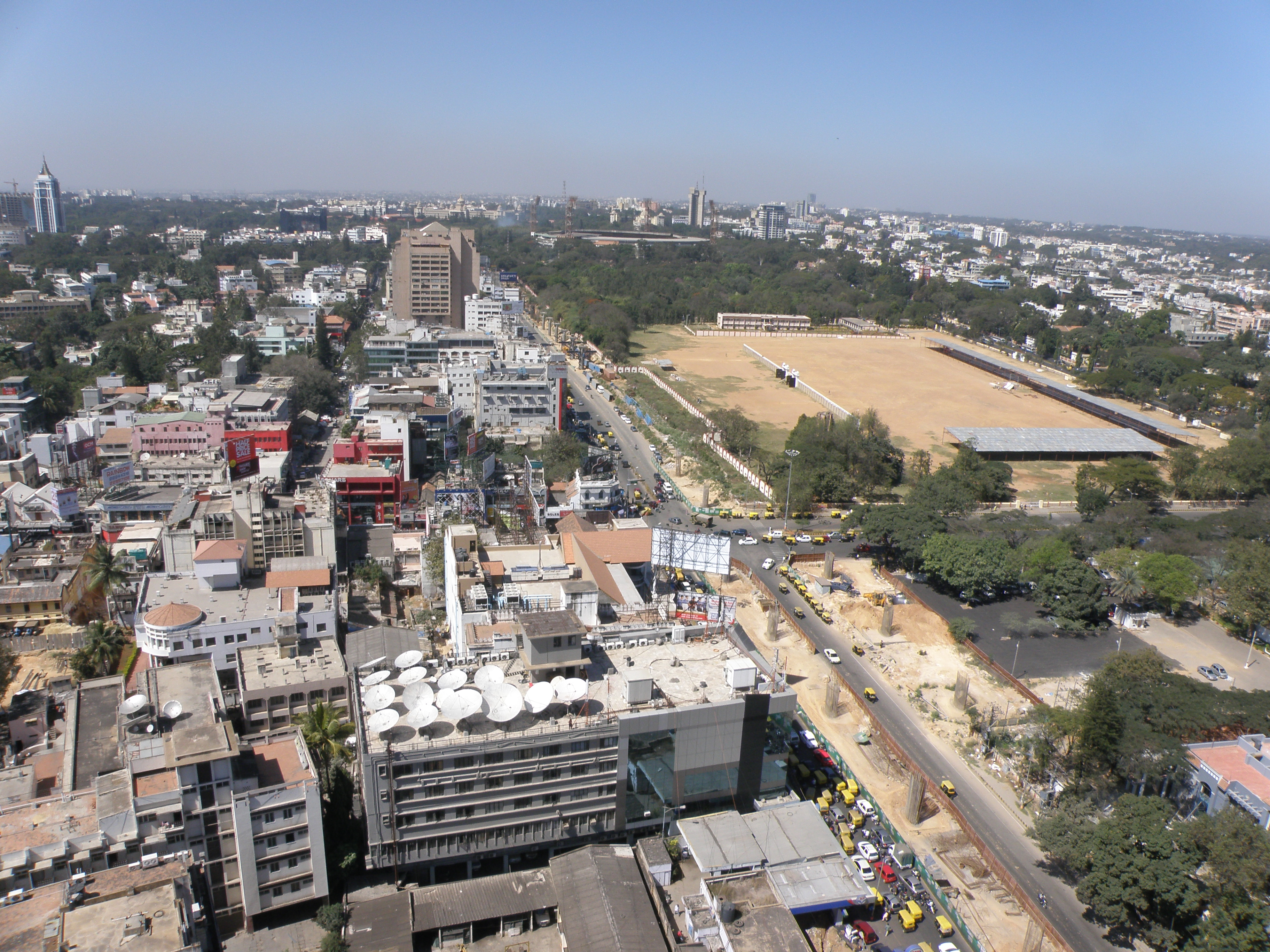
Blick auf das Stadtzentrum Bengalurus

Der Distrikt Bengaluru Urban liegt im Südosten Karnatakas an der Grenze zum Bundesstaat Tamil Nadu. Nachbardistrikte sind Ramanagara im Westen, Bengaluru Rural im Norden bzw. Osten (beide gehören zum Bundesstaat Karnataka), sowie Krishnagiri (Bundesstaat Tamil Nadu) im Süden.
Der Distrikt Bengaluru Urban hat eine Fläche von 2.196 Quadratkilometern. Flächenmäßig ist er der kleinste Distrikt Karnatakas. Das Gebiet ist größtenteils urbanisiert und umfasst die Agglomeration Bengaluru sowie einige umliegende Gebiete. Bengaluru Urban ist unterteilt in die fünf Taluks Bengaluru North, Yelhanka, Bengaluru East, Bengaluru South und Anekal.

## Geschichte
Der Distrikt Bengaluru Urban geht zurück auf den Distrikt Bangalore, der 1863 zur Zeit Britisch-Indiens gegründet wurde. Dieser war während der britischen Kolonialzeit einer der Distrikte des Fürstenstaats Mysore. Nach der Unabhängigkeit Indiens vollzog Mysore 1949 den Anschluss an die Indische Union. 1956 kam der Distrikt Bangalore zu dem nach den Sprachgrenzen des Kannada geschaffenen neuen Bundesstaat Mysore (1973 umbenannt in Karnataka), dessen Hauptstadt nunmehr Bengaluru war. In seiner heutigen Form besteht der Distrikt Bengaluru Urban seit dem 15. August 1986, als der Distrikt Bangalore in die Distrikte Bangalore Urban und Bangalore Rural geteilt wurde. Vor dieser Teilung hatte es bereits in den Jahren 1948 bis 1949 und 1962 bis 1966 zwei Distrikte Bangalore Urban und Bangalore Rural gegeben. Diese Teilungen waren jeweils aus administrativen Gründen wieder rückgängig gemacht worden.
Administrativ wurden im Juli 1939, noch zur Zeit Britisch-Indiens, die Taluks Bangalore North und South gebildet. Der 1986 gebildete Distrikt Bangalore Urban umfasste die drei Taluks Bangalore North, Bangalore South und Anekal. 2001 wurde aus Teilen von Bangalore South das Taluk Bangalore East gebildet.
2006 wurden Stadt und Distrikt Bangalore in Bengaluru umbenannt.

## Bevölkerung

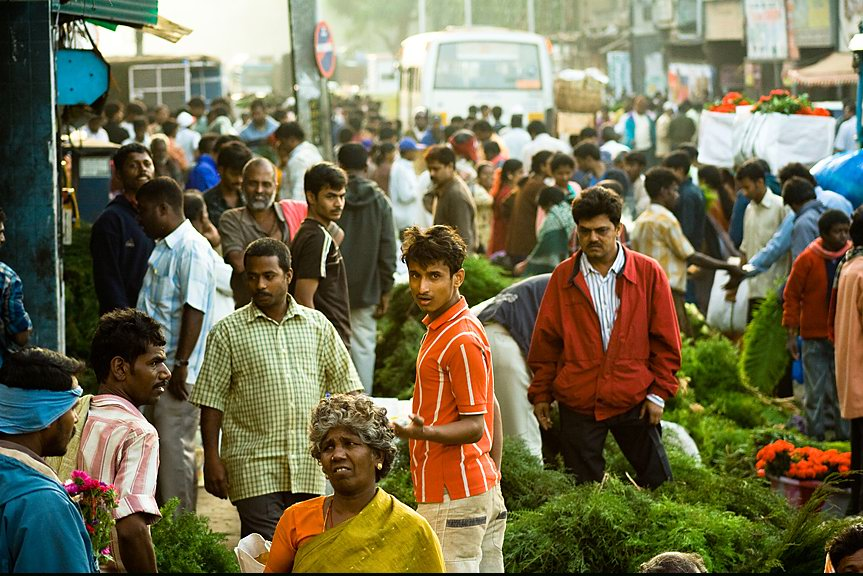
Marktszene in Bengaluru

Nach der Volkszählung 2011 hat der Distrikt Bengaluru Urban 9.621.551 Einwohner. Die Bevölkerungsdichte liegt bei 4.381 Einwohnern pro Quadratkilometer, der Anteil der städtischen Bevölkerung beträgt 90,9 Prozent. Damit ist Bengaluru Urban mit Abstand der einwohnerstärkste, am dichtesten besiedelte und am meisten urbanisierte Distrikt Karnatakas. Durch den starken wirtschaftlichen Aufschwung der „Boom-Town“ Bengaluru erlebt der Distrikt ein rasantes Bevölkerungswachstum: Zwischen 2001 und 2011 wuchs die Einwohnerzahl des Distrikts Bengaluru Urban um 46,7 Prozent an, während die Wachstumsrate für ganz Karnataka im Vergleichszeitraum 15,7 Prozent betrug. Die Alphabetisierungsquote im Distrikt Bengaluru Urban ist mit 88,5 Prozent die zweithöchste aller Distrikte Karnatakas und liegt deutlich über dem Durchschnitt des Bundesstaates (76,1 Prozent).
Unter den Einwohnern des Distrikts Bengaluru Urban stellen nach der Volkszählung 2001 Hindus mit 79,4 Prozent die Mehrheit. Daneben gibt es nennenswerte Minderheiten von Muslimen (13,4 Prozent), Christen (5,8 Prozent) und Jainas (1,1 Prozent).

## Städte
| Stadt             | Einwohner (2001) |
| ----------------- | ---------------- |
| Anekal            | 33.160           |
| Bengaluru         | 4.292.223        |
| Bommanahalli      | 201.220          |
| Bommasandra       | 7.570            |
| Byatarayanapura   | 180.931          |
| Dasarahalli       | 263.636          |
| Gottikere         | 11.149           |
| Hebbagodi         | 12.395           |
| Herohalli         | 18.066           |
| Hunasamaranahalli | 7.384            |
| Kengeri           | 42.386           |
| Kodigenahalli     | 5.448            |
| Konanakunte       | 13.262           |
| Kothnur           | 20.835           |
| Krishnarajapura   | 187.453          |
| Mahadevapura      | 135.597          |
| Pattanagere       | 95.769           |
| Uttarahalli       | 10.467           |
| Yelahanka         | 93.263           |